# Hermann von Keppel
Hermann von Keppel (* im 14. Jahrhundert; † im 15. Jahrhundert) aus dem Adelsgeschlecht derer von Keppel war ein römisch-katholischer Geistlicher und Domherr sowie Domscholaster in Münster.

## Leben
Über die genealogische Abstammung des Hermann von Keppel gibt die Quellenlage keinen Aufschluss. Als Pfarrer in Epe tätig, erhielt er zwischen 1378 und 1389 durch päpstlichen Vorschlag eine münstersche Dompräbende. Im September 1401 findet er als Archidiakon zu Osterwick urkundliche Erwähnung. 1404 wurde Hermann Domscholaster. In dieser Funktion war er Leiter der Domschule. Sechs Jahre später verzichtete er auf seine Ämter und heiratete Margaretha von Merveldt, einzige Tochter des Hermann von Merveldt zu Weddern. Mit der Heirat erwarb Hermann das Haus Weddern. Sein Sohn Gerhard, Erbmarschall der Herzöge von Kleve, errichtete hier im Jahre 1476 die Kartause Marienburg. Ein weiterer Sohn, Heinrich, war Domherr und Offizial in Münster.